# Forze Armate Gibutiane
Le Forze Armate Gibutiane (in francese Forces Armeés Djiboutiennes, in arabo الجيش الجيبوتي, in somalo Ciidanka Jabuuti) rappresentano il complesso delle forze militari della piccola repubblica africana di Gibuti; create nel 1977 dopo la proclamazione dell'indipendenza della regione dalla Francia, si compongono di tre branche distinte: esercito (in francese Armée de terre de Djibouti), aeronautica militare (in francese Force Aérienne du Djibouti) e marina militare (in francese Marine de Djibouti).
Le forze armate gibutiane sono responsabili della difesa della nazione dai nemici interni ed esterni, nonché della protezione delle sue acque territoriali e del suo spazio aereo; Gibuti ha dovuto sostenere diverse contese territoriali con gli Stati confinanti (in particolare con l'Eritrea), e ha inviato propri contingenti a partecipare a varie missioni di peacekeeping sotto l'egida delle Nazioni Unite e dell'Unione africana.

## Storia

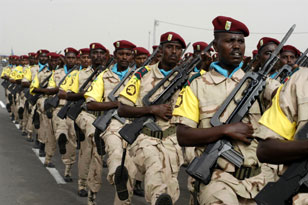
Truppe gibutiane sfilano in parata

Colonia della Francia fin dal 1887 come "Somalia francese" o "Costa francese dei somali" (Côte Française des Somalis), Gibuti ottenne l'indipendenza il 27 giugno 1977 e iniziò subito a costituire proprie istituzioni statali, ivi comprese le forze armate; reclute provenienti dalla regione avevano prestato servizio con le truppe coloniali della Francia nel 1er Bataillon de tirailleurs somalis (distintosi, tra l'altro, nella battaglia di Verdun della prima guerra mondiale), ed ex appartenenti alle unità francesi fornirono i quadri attorno a cui costruire le nascenti forze armate, le quali inglobarono anche, sulla base degli accordi presi alla vigilia dell'indipendenza, alcune centinaia di membri del "Fronte di liberazione della Costa dei Somali" (Front de libération de la Côte des Somalis), un movimento nazionalista sostenuto dalla confinante Somalia che aveva condotto una limitata campagna di guerriglia contro gli occupanti francesi a cavallo degli anni 1960-1970.
I primi anni di vita della repubblica gibutiana furono tranquilli; Gibuti sostenne la Somalia nel corso della guerra dell'Ogaden contro l'Etiopia tra il luglio del 1977 e il marzo del 1978, fornendo appoggio di intelligence ma non venendo coinvolto nelle operazioni belliche. La situazione interna si fece critica all'inizio degli anni 1990, a causa del ruolo predominante esercitato nel governo della repubblica dall'etnia somala degli Issa a discapito della minoranza degli Afar; nel novembre del 1991 il movimento guerriglieri afar "Fronte per la Restaurazione dell'Unità e della Democrazia" (Front pour la Restoration de l'Unité et de la Démocratie o FRUD) diede il via a una rivolta armata contro il governo centrale, impossessandosi di alcune regioni del nord e dando il via a una guerra civile. Il governo mobilitò le sue forze armate e, con il sostegno della Francia, nel luglio del 1993 lanciò un'offensiva che portò alla ricattura di gran parte del territorio perduto; l'ala moderata del FRUD accettò un accordo di pace nel dicembre del 1994, ma gli elementi più radicali dell'organizzazione portarono avanti una limitata guerriglia nelle regioni del nord fino alla stipula di un cessate il fuoco nel 2000.

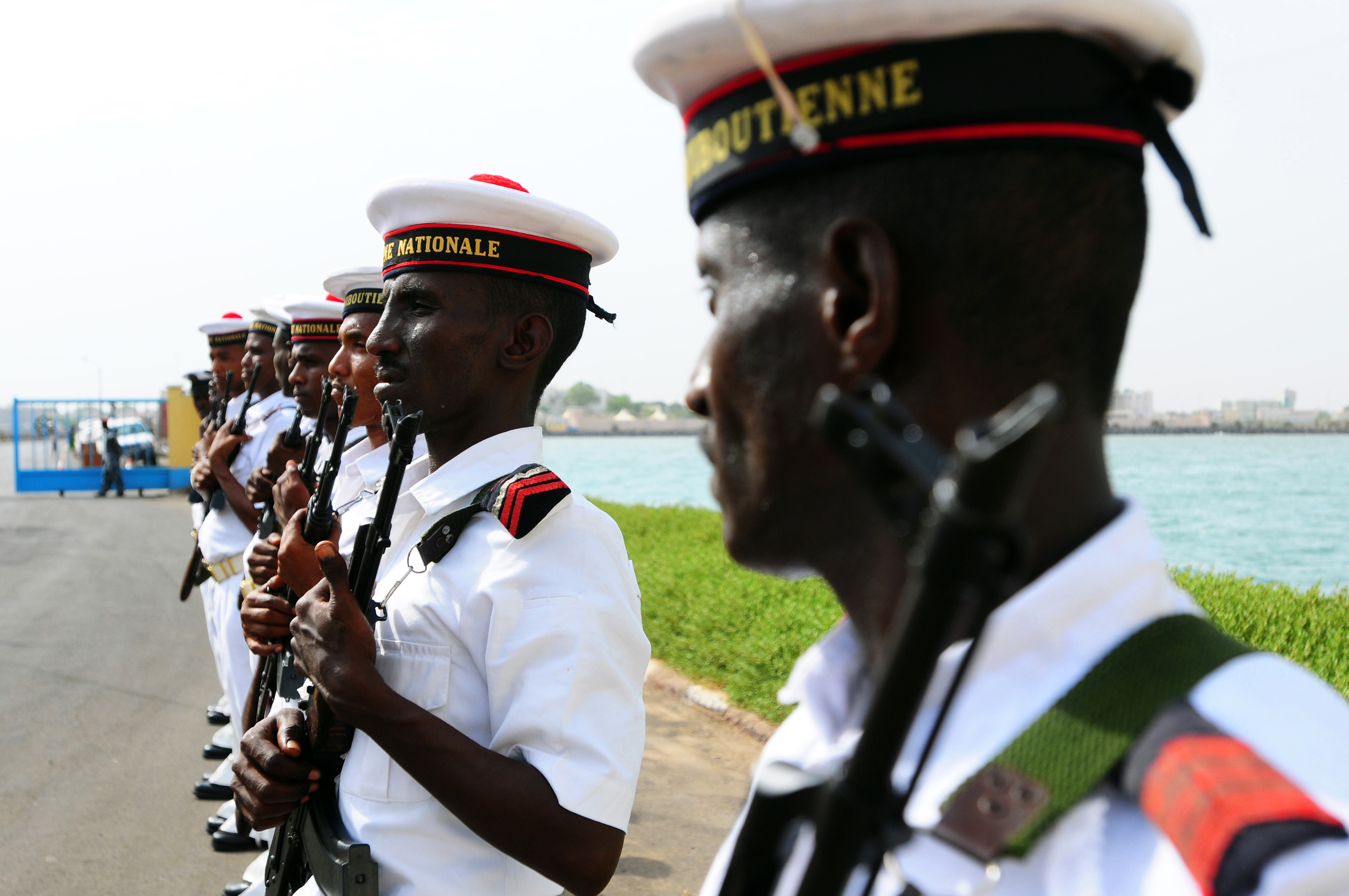
Un gruppo di marinai gibutiani

Nel corso degli anni 1990, Gibuti inviò propri piccoli contingenti militari a prendere parte a missioni di peacekeeping promosse dalle Nazioni Unite: tra l'ottobre del 1993 e il marzo del 1996 un contingente gibutiano fu assegnato alla Missione di assistenza delle Nazioni Unite per il Ruanda (UNAMIR), impegnata nell'ambito degli eventi legati al genocidio del Ruanda, mentre tra il settembre del 1993 e il giugno del 1996 truppe gibutiane furono inviate ad Haiti nell'ambito della missione UNMIH.
Le tensioni con la confinante Eritrea a nord sfociarono una serie di schermaglie armate tra i due paesi verso la fine degli anni 1990, a causa della disputa sul possesso della piccola penisola di Ras Doumeira: dopo alcune scaramucce nell'aprile del 1996, scontri di confine più seri presero vita nel giugno del 2008 provocando diverse vittime (44 caduti tra i soldati gibutiani e circa 100 tra quelli eritrei); Nazioni Unite e Unione africana si fecero poi promotrici di un accordo di pace tra le due parti, e una forza di peacekeeping del Qatar fu stanziata nella regione.
Nel dicembre del 2011 Gibuti inviò un contingente di 960 soldati a unirsi alla Missione dell'Unione africana in Somalia (AMISOM), schierata nell'ambito degli eventi della guerra civile somala; il contingente subì diverse perdite in attacchi condotti dal gruppo guerrigliero degli Al-Shabaab.

## Struttura

### Esercito

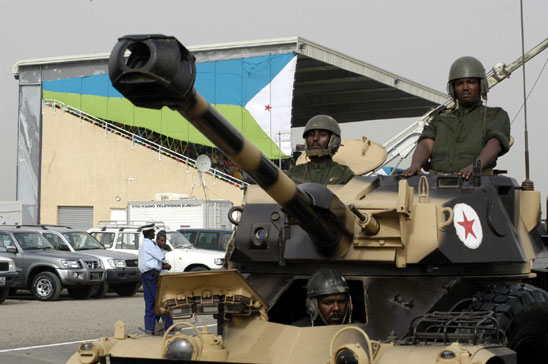
Una Panhard AML durante la parata per le celebrazioni del giorno dell'indipendenza

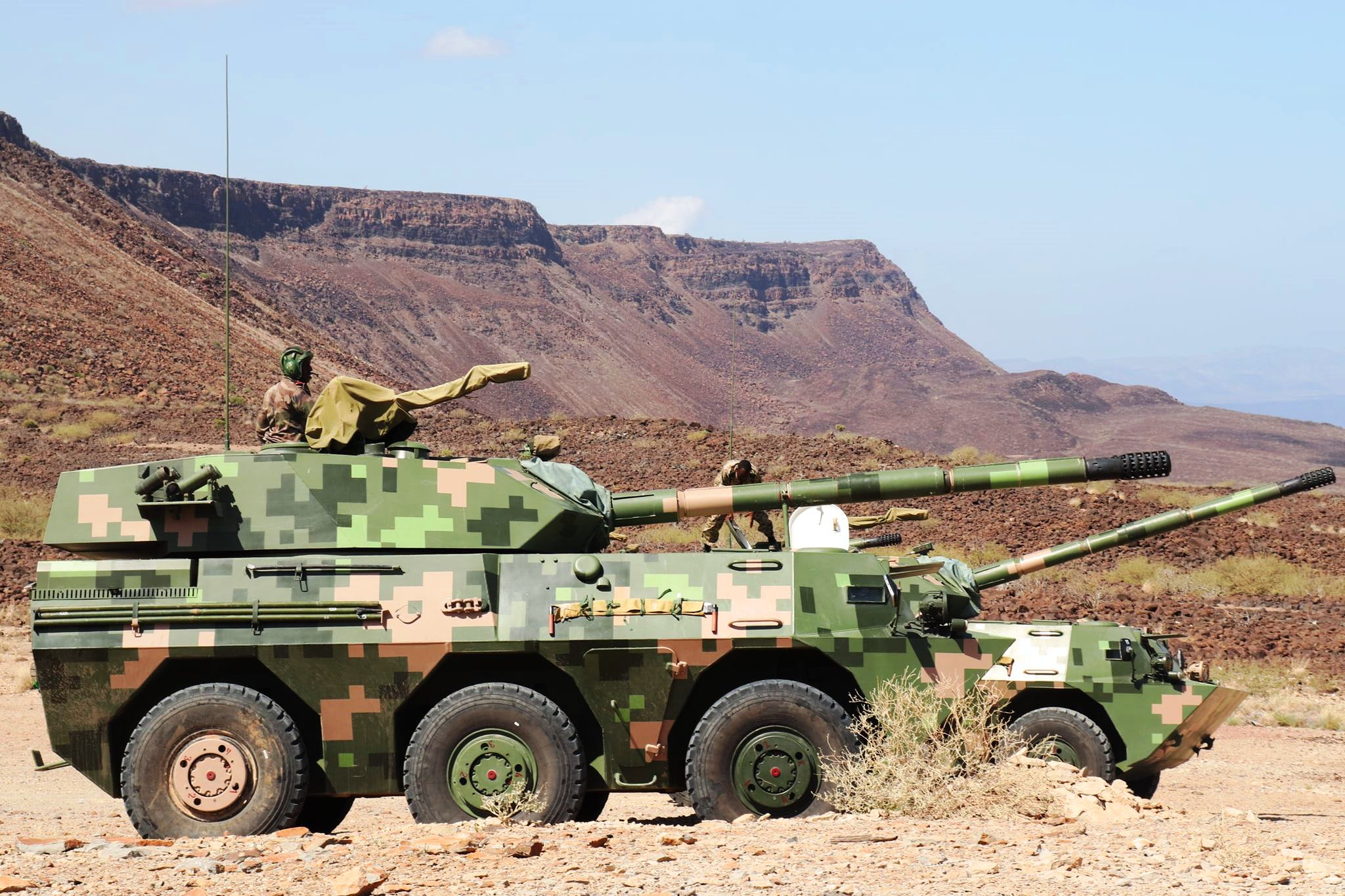
Esercito di Gibuti WMA-301 durante una dimostrazione alla base di Maryama.

Il grosso degli effettivi delle Forze armate gibutiane sono concentrati nell'esercito, che gode dei maggiori finanziamenti nazionali e che al 2013 poteva disporre di un organico di 8.000 uomini in armi (tutti in servizio volontario, non essendo prevista coscrizione militare obbligatoria) ripartiti in:
- un reggimento corazzato comprendente uno squadrone blindato da ricognizione, tre squadroni corazzati e uno squadrone mobile di guardie di frontiera anti-contrabbando;
- quattro reggimenti di fanteria, ciascuno ripartito su tre o quattro compagnie di fanteria e una compagnia armi di supporto;
- un reggimento di "reazione rapida" (forze speciali), ripartito su quattro compagnie di fanteria e una compagnia armi di supporto;
- un reggimento della "Guardia Repubblicana", utilizzato per compiti di rappresentanza e per la protezione degli edifici governativi;
- un reggimento di artiglieria;
- un reggimento trasmissioni;
- un reggimento logistico;
- alcune unità di supporto tra cui una compagnia del genio sminatori, una compagnia di manutenzione e una sezione informatica.

Nel campo degli armamenti le forze terrestri gibutiane sono equipaggiate con un miscuglio di equipaggiamenti provenienti sia dal blocco occidentale che da quello orientale: la fanteria porta fucili d'assalto Heckler & Koch G3 tedeschi, FN FAL belgi, AKM russi e Type 56 cinesi, oltre a più moderni FAMAS francesi; tra le mitragliatrici, sono portate le AA-52 francesi, le Browning M2 statunitensi e le FN MAG belghe, con vari quantitativi di altre armi di fabbricazione sovietica (RPD, PKM, RPK). I sistemi anticarro comprendono lanciarazzi Apilas e LRAC F1 francesi come pure RPG-7 sovietici.
Circa gli armamenti pesanti, la Francia consegnò a Gibuti 60 carri leggeri AMX-13 di seconda mano, oggi probabilmente dall'operatività ridotta; sono in dotazione autoblindo francesi Panhard AML e Panhard VBL nonché sovietiche BRDM-2, oltre a veicoli trasporto truppe BTR-80 e BTR-60 ex-sovietici e sudafricani Ratel e Casspir, mentre gli Stati Uniti hanno fornito vari esemplari di HMMWV. Stando ad alcune fonti, lo Yemen avrebbe offerto a Gibuti di acquistare alcuni carri armati T-72 di seconda mano. Le unità di artiglieria sono dotate di obici trainati 122 mm D-30 sovietici e semoventi M109 statunitensi, oltre a lanciarazzi BM-21; la difesa antiaerea si basa solo su mitragliere Bofors 40 mm, 23 mm ZU-23 e 20 mm modèle F2.

### Aeronautica militare

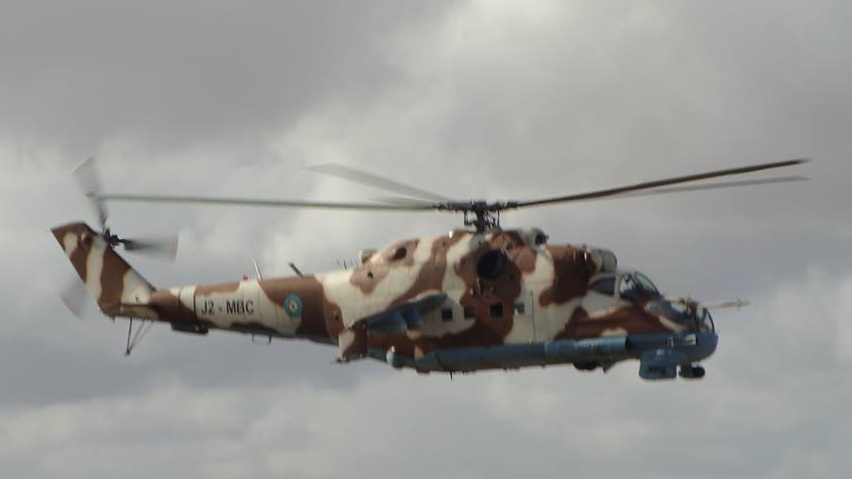
Uno degli elicotteri Mil Mi-24 in forza all'aeronautica gibutiana

La forza aerea gibutiana fu istituita pochi giorni dopo la proclamazione dell'indipendenza della nazione, con una forza iniziale di tre aerei da trasporto Nord 2501 Noratlas e un elicottero Aérospatiale Alouette forniti dalla Francia. La linea di volo fu rinnovata nel 1985 e poi ancora nel 1991, e l'aeronautica militare gibutiana fu strutturata su una forza comprendente principalmente aerei da trasporto e mezzi ad ala rotante.
Al 2012 l'aeronautica comprendeva un organico di 250 uomini e circa 14 apparecchi, una collezione di velivoli di provenienza sia occidentale che sovietica/russa: la componente offensiva è basata su tre elicotteri d'attacco Mil Mi-24, mentre la componente da trasporto può annoverare aerei leggeri Let L 410, Xian MA60, Cessna 206 e Cessna 208 Caravan ed elicotteri Eurocopter AS355 e Mil Mi-8. L'unica base aerea militare del paese è situata presso l'aeroporto internazionale di Gibuti-Ambuli.

### Marina militare

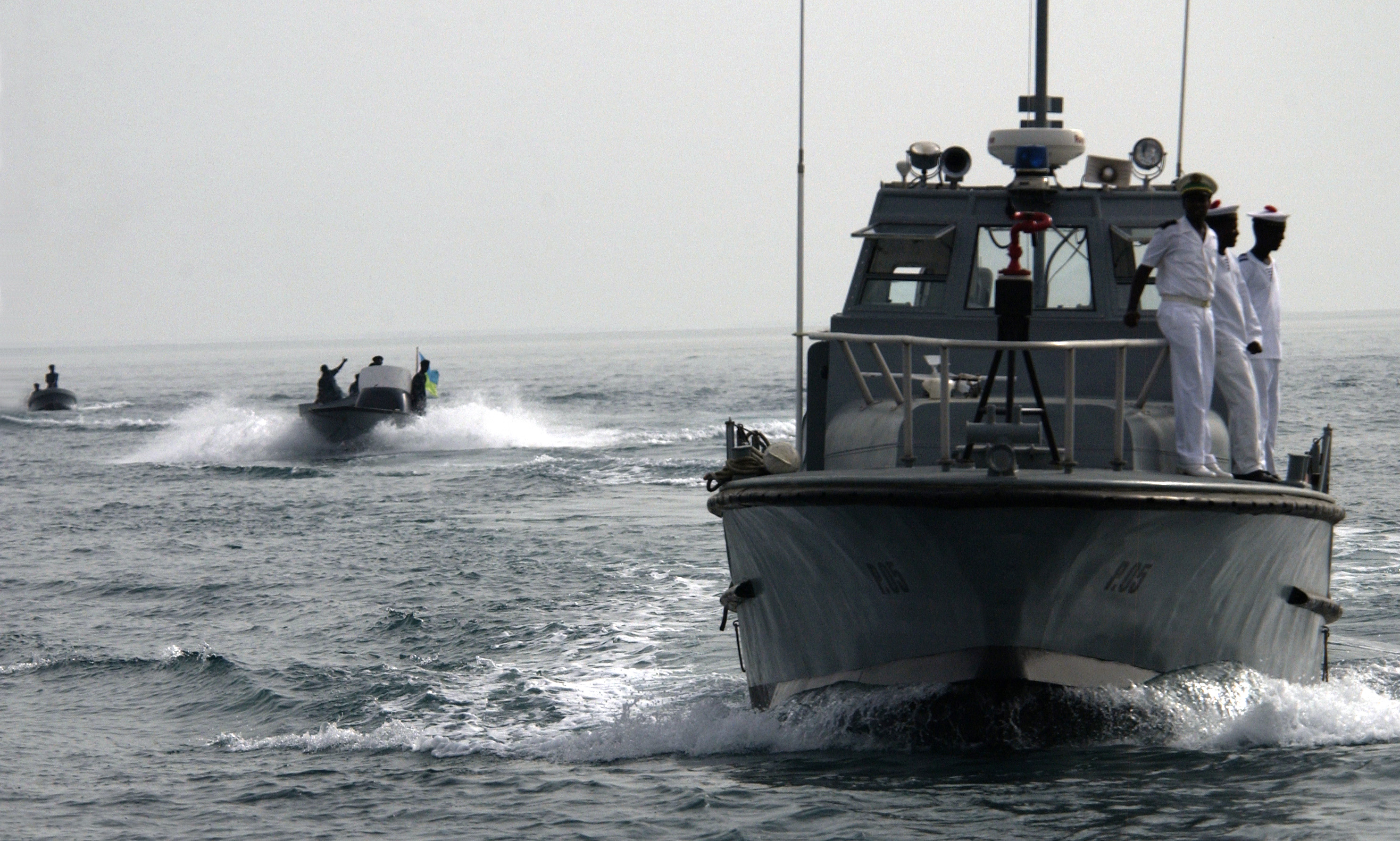
Unità navali gibutiane in navigazione

La componente navale delle forze armate gibutiane fu costituita un paio di anni dopo l'indipendenza della nazione, assorbendo le unità navali prima in dotazione alla gendarmeria locale. Pur con un organico di circa 1.000 uomini, la marina rimase una forza piccola e secondaria, principalmente incaricata della sicurezza delle operazioni portuali e del monitoraggio del traffico civile; solo negli anni 2000, grazie a nuove forniture di imbarcazioni da parte di Stati Uniti e Italia, la marina acquisì una certa capacità d'altura e di pattugliamento a lunga distanza, necessaria per la protezione delle estese acque territoriali della nazione. Stando ad alcune fonti, l'affondamento di una cannoniera eritrea il 14 giugno 2008, durante la fase di scontri di confine tra le due nazioni, potrebbe essere attribuito a un missile lanciato da una imbarcazione gibutiana.
La marina dispone di otto piccoli pattugliatori costieri (sei della classe Swari e due della classe Metal Shark 28), otto motovedette (tra cui due unità della classe Super Speranza e due della classe 500 fornite dall'Italia) e un mezzo da sbarco tipo LCU-LCT classe EDIC. Basi navali principali sono i porti di Gibuti, Obock e Tagiura.

## Cooperazione militare straniera
La posizione strategica occupata da Gibuti, posto all'imboccatura meridionale del Mar Rosso lungo la via marittima che collega l'Europa all'Asia tramite il canale di Suez, ha fatto sì che varie nazioni stabilissero rapporti di collaborazione militare con le forze gibutiane.

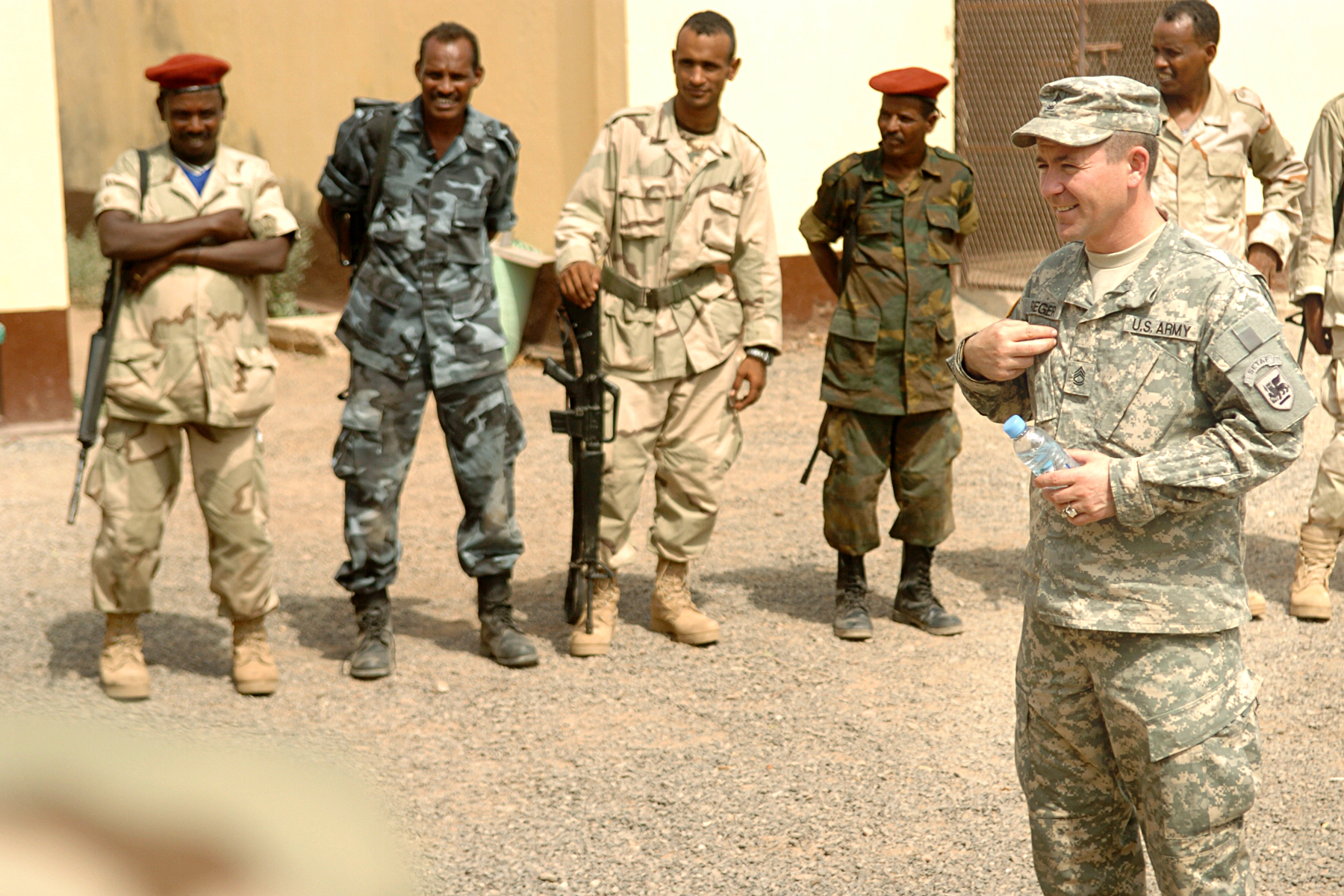
Soldati gibutiani durante un corso d'addestramento curato dallo US Army

I rapporti con la Francia si mantennero buoni anche dopo l'indipendenza, e in virtù di un accordo di difesa stipulato tra le due nazioni truppe francesi furono dislocate stabilmente a Gibuti per garantirne la protezione da ingerenze esterne, con la 13e Demi-brigade de Légion étrangère, unità meccanizzata della Legione straniera francese, di base a Gibuti fino al 2011, quando fu spostata nella nuova base di Abu Dhabi negli Emirati Arabi Uniti
Oggi il contingente francese comprende il 5eme Regiment Interarmes d'Outre Mer (un'unità meccanizzata delle Troupes de marine composta da una compagnia di fanteria su veicoli Renault VAB, uno squadrone corazzato con blindanti AMX-10RC e una batteria di artiglieria mista campale e contraerea), uno squadrone di aerei da caccia con Dassault Mirage 2000 e uno di mezzi da trasporto con aerei Transall C-160 ed elicotteri Aérospatiale SA 330 Puma;  altre unità della legione (tra cui, a turno, una compagnia del 2e Régiment étranger de parachutistes) sono stanziate a rotazione sul suolo gibutiano. Sempre a Gibuti la Francia gestisce un campo d'addestramento (Centre d'entraînement au combat d'Arta Plage) destinato alla preparazione alla guerra in ambiente desertico.
Dall'ottobre del 2002 gli Stati Uniti, con la missione Combined Joint Task Force - Horn of Africa, stabilirono una propria presenza militare a Gibuti dislocando circa 3.200 tra militari e civili a contratto nella nuova base di Camp Lemonier, presso l'aeroporto internazionale di Gibuti-Ambuli (dove ha sede anche il grosso delle truppe francesi); la base ospita unità da combattimento dell'esercito e dei marines, nonché distaccamenti di aviazione con elicotteri e aerei da trasporto.
Nell'ambito delle missioni internazionali di lotta alla pirateria somala, dal luglio del 2011 il Giappone ha dislocato a Gibuti una piccola unità di aviazione con due Lockheed P-3 Orion da ricognizione marittima e 170 militari. A fine ottobre del 2013 l'Italia ha costruito una propria base militare a Gibuti (Base militare italiana di supporto "Amedeo Guillet") capace di ospitare fino a 300 uomini, in cui dislocare i team di protezione del Nuclei militari di protezione, per la difesa dei mercantili civili in transito nella zona, distaccamenti di forze speciali italiane per operazioni nella regione e  dal 2013 ospita una training unit dell'Arma dei Carabinieri che costituisce la MIADIT, per l'addestramento della locale forza di polizia e di quella somala; dall'agosto 2014 l'Aeronautica Militare, con il Task Group Atlante inquadrato nella Task Force Air Gibuti, ha dispiegato a Gibuti alcuni aeromobili a pilotaggio remoto MQ-1 Predator da ricognizione, impiegati poi in missioni di supporto all'operazione EUNAVFOR.